# Marguerite Durand (féministe)
Pour les articles homonymes, voir Marguerite Durand et Durand.
Marguerite Durand, née le 24 janvier 1864 à Paris 8e et morte le 16 mars 1936 à Paris 5e, est une journaliste, actrice, femme politique et féministe française, fondatrice du journal La Fronde.

## Biographie
Fille d'Anna-Alexandrine Caroline Durand et de père non dénommé, Marguerite Durand naît au 26 rue du Colisée à Paris 8e. Elle est élevée au couvent des Dames Trinitaires, rue Henner, dans le 9e arrondissement de Paris.
En 1879, elle entre au Conservatoire, où elle obtient un premier prix de comédie en 1880. Le 1er septembre 1881, elle entre à la Comédie-Française où elle se spécialise dans des rôles d'ingénue et de jeune première.
En 1888, elle quitte la scène et épouse Georges Laguerre, avocat et député boulangiste. À ses côtés, elle fréquente les milieux politiques et journalistiques de l'époque et s'initie au journalisme en publiant ses premiers articles dans La Presse, journal de propagande boulangiste que dirige son mari. Le journalisme devient la nouvelle passion de Marguerite.
Après le suicide du général Boulanger le 30 septembre 1891, elle se détourne du boulangisme, se sépare de son mari, dont elle divorcera le 9 mai 1895, et entre au Figaro où elle crée la rubrique « Courrier ».
Elle a un fils, Jacques, né le 14 août 1896, avec l'un des directeurs du Figaro, Antonin Périvier, qui tente de lui enlever l'enfant à peine né, au motif qu'elle ne l'aurait pas reconnu légalement, la forçant à faire appel à l'aide juridique de Georges Clemenceau pour le récupérer.
En 1897, elle crée le journal La Fronde, premier organe de presse français entièrement dirigé par des femmes.
Marguerite Durand a aussi cofondé le cimetière animalier d'Asnières en 1899 avec Georges Harmois.
En 1908, elle cofonde avec Jacques Stern Les Nouvelles, quotidien du soir, qui disparaît en août 1914.
Elle est inhumée à Paris au cimetière des Batignolles (10e division).
Marguerite Durand a défendu, à l'instar de Louise Bodin, la pacifiste et féministe Hélène Brion lors de son procès pour « propos défaitistes » en mars 1918.

## Carrière au théâtre
- 1882, 1883 et 1885 : Le Mariage de Figaro de Pierre Augustin Caron de Beaumarchais, Comédie-Française Fanchette.
- 1885 : Britannicus de Jean Racine, Comédie-Française : Junie.
- 1885 et 1886 : Phèdre de Jean Racine, Comédie-Française : Ismène.
- 1886 : La Coupe enchantée de Jean de La Fontaine et Champmeslé, Comédie-Française : Lélie[9].
- 1886 : Les Corbeaux de Henry Becque, Comédie-Française : Geneviève.
- 1887 : Le Mariage de Figaro de Pierre Augustin Caron de Beaumarchais : Chérubin.

## Engagement féministe

### L'événement fondateur
En avril 1896, Le Figaro l’envoie couvrir le Congrès féministe international qui se tient à l’hôtel des Sociétés savantes à Paris. Elle refuse d'écrire l'article demandé sur le congrès, comme elle le raconte à Thilda Harlor en 1935 : « Le Figaro en 1896 m'avait chargée d'écrire un article sur le congrès féministe que des obstructions malveillantes, des quolibets et des chahuts d'étudiants signalaient bruyamment à l'attention publique. Je me rendis donc aux Sociétés savantes où se tenait le congrès et je fus frappée par la logique du discours, le bien-fondé des revendications et la maîtrise, qui savait dominer l'orage et diriger les débats, de la présidente Maria Pognon. Je refusai d'écrire l'article de critique pour Le Figaro. Mais l'idée m'était venue d'offrir aux femmes une arme de combat, un journal qui devait prouver leurs capacités en traitant non seulement de ce qui les intéressait directement, mais des questions les plus générales et leur offrir la profession de journaliste actif ». Ce congrès va bouleverser sa vie car elle décide dorénavant de se consacrer à la défense des droits des femmes.

### Son journalLa Fronde
Elle quitte Le Figaro et, l'année suivante, fonde La Fronde, au 14, rue Saint-Georges à Paris ; le premier numéro paraît le 9 décembre 1897. De la direction à la rédaction en incluant la typographie, c'est un journal exclusivement élaboré par des femmes. Les articles parlent, non seulement des femmes, mais encore de tout sujet lié à l'actualité : politique, littérature, sport, finance, etc., et très largement de l'affaire Dreyfus, Marguerite Durand et ses collaboratrices s'étant fermement engagées dans le camp dreyfusard. Pour couvrir certains événements, les journalistes doivent d'ailleurs parfois obtenir des autorisations spéciales ; en effet, certains lieux tels que l'Assemblée nationale ou la Bourse de Paris sont à cette époque interdits aux femmes ,.
Ce journal, surnommé « Le Temps en jupon » et qui, selon les mots de Durand, était « comme les autres journaux… pas plus amusant », favorisait les méthodes du reportage (observation et témoignage directs de l’événement). Ce fut un quotidien jusqu'en 1903, puis un mensuel jusqu'en 1905. De nombreuses plumes y ont collaboré telles que Séverine, Daniel Lesueur, Pauline Kergomard, Marcelle Tinayre, Lucie Delarue-Mardrus, Clémence Royer, Jeanne Chauvin, Dorothea Klumpke, etc.
Outre La Fronde, Marguerite Durand participe à la création en 1903 d'un quotidien anticlérical et socialiste, L'Action, avec Henry Bérenger, journaliste à La Dépêche de Toulouse et Victor Charbonnel, prêtre défroqué, directeur de l'hebdomadaire anticlérical La Raison. Cette expérience ne dure pas au-delà de 1905, car Marguerite Durand ne peut s'entendre avec les autres dirigeants. La Fronde en a été le supplément mensuel d'octobre 1903 à mars 1905.
Elle profite de l'année 1904, année du centenaire du Code civil, pour dénoncer l'œuvre napoléonienne. Le numéro de La Fronde du 1er novembre 1904 rapporte ainsi ses propos : « Il n'est pas une femme qui ne doive maudire le Code, il n'est pas une femme, riche ou pauvre, grande dame ou travailleuse, qui, dans sa misère ou dans ses biens, dans sa personne, dans ses enfants, dans son travail ou son désœuvrement, n'ait eu ou n'aura à souffrir grâce au Code. »

### Autres initiatives
En 1907, elle organise un congrès du travail féminin et tente de fonder l'Office du travail féminin avec l'aide de son ami René Viviani, devenu ministre du Travail dans le gouvernement Clemenceau en octobre 1906. Mais, faute de crédits suffisants, et par la farouche opposition du syndicat CGT, cet office ne pourra remplir son rôle.
En 1909, elle participe à la création d'un nouveau journal, Les Nouvelles. Elle s'investit surtout dans la campagne pour le vote des femmes et défend le droit d'élire et d'être élues. Elle lance l'idée d'organiser des candidatures féminines aux élections législatives du 24 avril 1910 et se présente dans le 9e arrondissement de Paris, mais sa candidature est rejetée par le préfet de la Seine.
En 1914, La Fronde reparaît pour quelques numéros, entre le 17 août et le 3 septembre. Même si elle considère que féminisme et pacifisme sont étroitement liés, Marguerite Durand incite les femmes à participer à l'effort de guerre, exprimant son espoir que les responsabilités assumées par les femmes en l'absence des hommes appelés au front, leur permettront de bénéficier de droits nouveaux. Sa déception est au rendez-vous de l'armistice. Déception aussi concernant la reconnaissance du droit pour les femmes de choisir librement le temps de leur maternité : avortement et propagande anticonceptionnelle sont interdits par la loi du 31 juillet 1920. Elle souhaite aussi, en vain, la création d'un service militaire auxiliaire pour les femmes
En 1922, elle organise une exposition sur les femmes de renom du XIXe siècle afin de financer la création d'un club pour les femmes journalistes, qui sont à l'époque exclues de la Maison des journalistes. À la mort de Séverine, elle rachète sa maison de Pierrefonds pour en faire une résidence d'été pour les femmes journalistes.
De mai 1926 à juillet 1928, elle tente de relancer La Fronde qui n'est plus le projet exclusif des femmes (la rédaction est mixte), mais le porte-voix du Parti républicain-socialiste auquel elle a adhéré. Elle retente une entrée en politique en se présentant aux élections municipales de 1927 avec le Parti républicain-socialiste.

### Un centre de documentation pour l'histoire des femmes
En 1931, elle lègue à la ville de Paris toute la documentation qu’elle possède sur l'histoire des femmes, créant ainsi le premier Office de documentation féministe français, qu'elle dirige bénévolement jusqu'à sa mort en 1936. Installée dans un premier temps dans la mairie du 5e arrondissement, la bibliothèque Marguerite-Durand (BMD) est depuis 1989 située 79, rue Nationale dans le 13e arrondissement. La BMD conserve notamment un buste de Marguerite Durand, réalisé par Léopold Bernstamm en 1897.

### Fonds d'archives
Fonds Marguerite Durand (1873-2018) [Papier sauf mention contraire
11 boîtes + sous-fonds La Fronde].  Cote : 1.1 à 10.7. Paris : Bibliothèque Marguerite-Durand (présentation en ligne).